# Protracheoniscus sexfasciatus
Protracheoniscus sexfasciatus är en kräftdjursart som först beskrevs av Koch 1847.  Protracheoniscus sexfasciatus ingår i släktet Protracheoniscus och familjen Trachelipodidae. Inga underarter finns listade i Catalogue of Life.